# ان مور (ورزشکار)
ان مور (انگلیسی: Ann Moore؛ زادهٔ ۲۰ اوت ۱۹۵۰) سوارکار پرش اهل بریتانیا است.